# Deșirați, Brăila
Deșirați este un sat în comuna Scorțaru Nou din județul Brăila, Muntenia, România.